# Trachyspermum ammi
Trachyspermum ammi (L.) Sprague, 192 è una pianta annuale della famiglia delle Apiacee originaria dell'Asia meridionale, localmente nota come ajowan.

## Distribuzione e habitat
La specie è presente allo stato selvatico in Iran, Iraq, Uzbekistan, Turkmenistan, Afghanistan, Pakistan, Nepal, Himalaya, Bangladesh e Myanmar.
È ora principalmente coltivata e utilizzata nel subcontinente indiano, ma anche in Iran, in Egitto e in Afghanistan.

## Usi

### Uso culinario
Dai frutti (e non dai semi) di questa pianta è ricavata una spezie piuttosto rara dal sapore simile al timo (entrambe contengono timolo) ma con un gusto meno aromatico e leggermente amaro e piccante, associabile in questo al cumino. Il sapore, benché non molto aromatico, è particolarmente incisivo e bastano piccole quantità di ajowan per determinare il sapore di un piatto.

Nella cucina indiana l'ajowan non è quasi mai usato fresco ma essiccato o arrostito o fritto in olio. Talvolta è utilizzato come ingrediente della miscela di spezie chiamata berberé.
Cotto con i fagioli, oltre a insaporirli, riduce gli effetti flatulenti da questi causati.

### Uso medicinale
È tradizionalmente conosciuto come digestivo e antisettico.

## Spezie correlate
- Randhuni: ricavato dai frutti di Psammogeton involucratus, equivalente in sapore all'ajowan, usata esclusivamente in India, Indonesia e nel Sud-est asiatico.
- Levistico o sedano di monte (Levisticum officinale), più comune in Europa e spesso confuso con l'ajowan.